# ميك كودي
ميك كودي (بالإنجليزية: Mick Coady)‏ هو لاعب كرة قدم بريطاني، ولد في 1 أكتوبر 1958. لعب مع وولفرهامبتون واندررز.